# الكسندر كلارك
الكسندر كلارك (بالإنجليزية: Alexander Clark) هو صحفي ومحامي ودبلوماسي أمريكي، ولد في 25 فبراير 1826، وتوفي في 3 يونيو 1891.